# Bellonides
La dynastie des Bellonides (en catalan Bel·lònides et en espagnol Bellónidas) était une dynastie wisigothe puis occitane et catalane : les descendants du Goth Belló ou Bello, qui fut comte à Carcassonne, Urgell, Cerdagne, Conflent, Barcelone… Il est la souche de nombreuses autres dynasties dans les comtés de la Septimanie, à partir du IXe siècle et dont le plus célèbre fils fut Wilfred le Velu, qui fonda la dynastie régnante de Barcelone. qui a duré jusqu'en 1410, depuis la mort de Martin Ier d'Aragon. 

## Généalogie

### Branche de Carcassonne
- Bello, comte de Carcassonne, avant 812
- Gisclafred († 821), comte de Carcassonne, fils du précédent.
- 821-837 : Olibia Ier († 837), comte de Carcassonne, frère du précédent.
- 837-879 : Olibia II († 879), comte de Carcassonne, fils du précédent.
- 879-906 : Acfred Ier comte de Carcassonne, frère du précédent

marié à Adélinda d'Aquitaine, deux enfants : 
Guillaume II d'Aquitaine, duc d'Aquitaine
Acfred d'Aquitaine, duc d'Aquitaine
- 906-908 : Bencio († 908), comte de Carcassonne, neveu du précédent.
- 908-933 : Acfred II († 933), comte de Carcassonne, frère du précédent.
- Arsinde, fille d'Acfred épouse Arnaud de Comminges († 957), comte de Carcassonne, frère de Roger Ier, comte de Comminges.

### Branche de Barcelone
Dans ses recherches, l'historien Ramon d'Abadal i de Vinyals identifie Bello comme le père de  Olibia Ier de Carcassonne et de Sunifred de Barcelone, le père de Guifred le Velu, premier comte héréditaire de Barcelone. Selon cette thèse, la maison de Barcelone est donc dans la lignée directe des Bellonides. Une autre hypothèse suggère que Sunifred serait le beau-fils de Bello par son mariage avec Ermisenda de Carcassonne. Dans ce cas, la maison de Barcelone serait liée cognativement.
- Sunifred de Barcelone, fils ou beau-fils de Bello, comte d'Urgell et de Cerdagne, marquis de Septimanie.
- 878-897 : Guifred le Velu, fils de Sunifred Ier, également marquis d'Espagne et comte de Besalu, de Cerdagne, de Gérone, d'Ausone et d'Urgell.

À partir de Guifred le Velu, les comtés de Gérone et d'Ausone sont considérés annexés au comté de Barcelone et ne sont plus rappelés dans les titulatures.
- 897-911 : Guifred II Borrell, dit aussi Borrell Ier, fils de Guilfred le Velu
- 911-948 : Sunyer Ier, frère du précédent, également comte de Besalú
- 948-992 : Borrell II, également comte d'Urgell, ne se considère plus comme le vassal des rois de France depuis l'avènement de la dynastie capétienne. Les rois de France ne renoncent pour autant pas à leurs droits sur le territoire.
- 992-1017 : Raymond Borrell
- 992-1021 : Ermessende de Carcassonne, règne conjointement avec son époux. Après la mort de Raymond Borrell, exercé la régence au nom de son fils, Bérenger Raymond Ier.
- 1018-1035 : Bérenger Raymond Ier le Courbe
- 1035-1039 : Ermessende de Carcassonne, Après la mort de son fils, exercé la régence au nom de son petit-fils, Raimond-Bérenger Ier.
- 1035-1076 : Raimond-Bérenger Ier le Vieux, règne conjointement avec son épouse Almodis de La Marche.
- 1052-1071 : Almodis de la Marche, règne conjointement avec son époux.
- 1076-1082 : Raimond-Bérenger II Tête d'Etoupe, règne conjointement avec son frère jumeau Bérenger-Raimond II qui finit par l'assassiner.
- 1076-1097 : Bérenger-Raimond II le Fratricide, il règne conjointement avec son frère jumeau Raimond-Bérenger II, puis avec son neveu Raimond-Bérenger III
- 1082-1131 : Raimond-Bérenger III le Grand, également par son deuxième mariage comte de Provence (1113-1131), vicomte de Millau et de Carlat (1112-1131), seigneur de Laurac et du Lauragais, également comte de Besalú en 1111 et de Cerdagne en 1117

À partir de Raimond-Bérenger III le comté de Besalú est considéré comme annexé au comté de Barcelone et n'est plus rappelé dans les titulatures.
- 1131-1162 : Raimond-Bérenger IV le Saint, également vicomte de Millau et de Lauragais, devint prince d'Aragon par son mariage avec Pétronille d'Aragon en 1137 et comte de Cerdagne
- 1162-1196 : Alphonse Ier le Chaste (1157-1196). Originellement prénommé Ramón, succède à son père en 1162 comme Ramón comte de Barcelone, de Gérone, d'Osauna, de Besalú, de Cerdagne et de Roussillon. Succède à sa mère en 1174 comme Alphonse II le Chaste (“el Casto”) roi d'Aragon[4].
- 1196-1213 : Pierre Ier le Catholique, également roi d'Aragon (sous le nom de Pierre II). Premier témoignage écrit de la langue catalane. Il meurt lors de la bataille de Muret, le 12 septembre 1213[4], pendant la croisade des Albigeois.
- 1213-1276 : Jacques Ier le Conquérant (1208-1276), succède à son père Jacques Ier en 1213 (âgé de 5 ans) comme roi d'Aragon, comte de Barcelone, de Gérone, d'Osauna, de Besalú, Cerdagne et Roussillon (son grand-oncle Sancho est régent pendant sa minorité). Également seigneur de Montpellier par sa mère Marie de Montpellier, nièce de l'empereur de Constantinople. Conquérant de Majorque (31 déc. 1229), de Valence (28 sept. 1238) et d'Ibiza (janv. 1266)[5]. Par le traité de Corbeil (1258), le roi de France Louis IX renonce de iure à ses droits de vassalité sur la Catalogne, indépendante de facto depuis 875.
- 1276-1285 : Pierre II d'Aragon (1239-1285), appelé ensuite  Pierre III le Grand. En 1241 lui est promise la succession des Îles Baléares, de Valence et de Montpellier en 1241. Reçoit le Roussillon et la Cerdagne après la mort de Nuño Sancho de Aragón en 1242. En 1244 une nouvelle répartition de la succession de son père intervient, par laquelle lui est attribuée la Catalogne en héritage de son père. Nommé procureur de Catalogne en 1257. Encore une autre répartition de l'héritage de son père en 1262 lui dévolue l' Aragon, la Catalogne et Valence. Il succède à son père en 1276 comme Pierre III "le Grand" roi d'Aragon et comte de Barcelone, et comme Pierre Ier roi de Valence. Conquérant de la Sicile (1282) et s'en déclare roi sous le nom de Pierre Ier, mais cette conquête cause son excommunication en novembre 1282 par le pape Martin IV (qui soutient les Angevins). Renonce à la Sicile sur son lit de mort pour le prix de sa paix avec l’Église[6].
- 1285-1291 : Alphonse II le Libéral (1265-1291), également roi d'Aragon (sous le nom d'Alphonse III) et de Valence (sous le nom d'Alphonse Ier), conquérant de Minorque[7].
- 1291-1327 : Jacques II le Juste (1267-1327), frère du précédent, également roi d'Aragon et de Valence, comte d'Empuries, conquérant de la Sardaigne (sous le nom de Jacques Ier), auparavant roi de Sicile (sous le nom de Jacques Ier)[8].
- 1327-1336 : Alphonse III le Benin (1299-1336). Envahit la Sardaigne en 1323, Pise renonçant à ses droits sur la Sardaigne (en sa faveur) en 1326 ; roi de Sardaigne (sous le nom d'Alphonse Ier). Succède à son père en 1327 comme  roi d'Aragon (sous le nom d'Alphonse IV) et de Valence (sous le nom d'Alphonse II), et comte de Barcelone[9].
- 1336-1387 : Pierre III le Cérémonieux ou celui avec la petite dague (1319-1387), également roi d'Aragon (sous le nom de Pierre IV), de Valence (sous le nom de Pierre II) et de Majorque, comte de Roussillon, de Cerdagne et d'Urgell sous le nom de Pierre Ier[10]. Création de la Généralité de Catalogne.
- 1387-1396 : Jean Ier le Chasseur ou l'Amateur de la gentilhommerie (1350-1396), également roi d'Aragon, de Valence, de Sardaigne et de Majorque, et comte de Roussillon et de Cerdagne[10].
- 1396-1410 : Martin Ier l'Humain (1356-1410), frère du précédent, également roi d'Aragon, de Valence, de Sicile (sous le nom de Martin II), de Sardaigne et de Majorque, et comte de Roussillon et de Cerdagne[10].

## Arbre généalogique
|                              |                              |                              |                              |                              |                              |  |  |                               |                               |                               |                               |                               |                               |  |  |                               |                               |                               |                               |                               |                               |  |  | Bello cte de Carcassonne          |                                   |                                   |                                   |                                   |                                   |  |  |     |     |     |     |             |             |             |             |                                |                                |                                |                                |                                |                                |                           |                           |                                  |                                  |                                  |                                  |                                     |                                     |                                     |                                     |                                     |                                     |              |              |                              |                              |                              |                              |                                     |                                     |                                     |                                     |                                     |                                     |                            |                            |                            |                            |  |  |  |  |  |  |  |  |  |  |  |  |  |  |  |  |  |  |  |  |  |  |
|                              |                              |                              |                              |                              |                              |  |  |                               |                               |                               |                               |                               |                               |  |  |                               |                               |                               |                               |                               |                               |  |  |                                   |                                   |                                   |                                   |                                   |                                   |  |  |     |     |     |     |             |             |             |             |                                |                                |                                |                                |                                |                                |                           |                           |                                  |                                  |                                  |                                  |                                     |                                     |                                     |                                     |                                     |                                     |              |              |                              |                              |                              |                              |                                     |                                     |                                     |                                     |                                     |                                     |                            |                            |                            |                            |  |  |  |  |  |  |  |  |  |  |  |  |  |  |  |  |  |  |  |  |  |  |
|                              |                              |                              |                              |                              |                              |  |  |                               |                               |                               |                               |                               |                               |  |  |                               |                               |                               |                               |                               |                               |  |  |                                   |                                   |                                   |                                   |                                   |                                   |  |  |     |     |     |     |             |             |             |             |                                |                                |                                |                                |                                |                                |                           |                           |                                  |                                  |                                  |                                  |                                     |                                     |                                     |                                     |                                     |                                     |              |              |                              |                              |                              |                              |                                     |                                     |                                     |                                     |                                     |                                     |                            |                            |                            |                            |  |  |  |  |  |  |  |  |  |  |  |  |  |  |  |  |  |  |  |  |  |  |
|                              |                              |                              |                              |                              |                              |  |  | Gisclafred cte de Carcassonne | Gisclafred cte de Carcassonne | Gisclafred cte de Carcassonne | Gisclafred cte de Carcassonne | Gisclafred cte de Carcassonne | Gisclafred cte de Carcassonne |  |  | Olibia Ier cte de Carcassonne | Olibia Ier cte de Carcassonne | Olibia Ier cte de Carcassonne | Olibia Ier cte de Carcassonne | Olibia Ier cte de Carcassonne | Olibia Ier cte de Carcassonne |  |  |                                   |                                   |                                   |                                   |                                   |                                   |  |  |     |     |     |     |             |             |             |             |                                |                                |                                |                                | Sunifred Ier cte d'Urgell      | Sunifred Ier cte d'Urgell      | Sunifred Ier cte d'Urgell | Sunifred Ier cte d'Urgell | Sunifred Ier cte d'Urgell        | Sunifred Ier cte d'Urgell        |                                  |                                  |                                     |                                     |                                     |                                     |                                     |                                     |              |              |                              |                              |                              |                              | Suniaire Ier cte d'Empúries         | Suniaire Ier cte d'Empúries         | Suniaire Ier cte d'Empúries         | Suniaire Ier cte d'Empúries         | Suniaire Ier cte d'Empúries         | Suniaire Ier cte d'Empúries         |                            |                            |                            |                            |  |  |  |  |  |  |  |  |  |  |  |  |  |  |  |  |  |  |  |  |  |  |
|                              |                              |                              |                              |                              |                              |  |  | Gisclafred cte de Carcassonne | Gisclafred cte de Carcassonne | Gisclafred cte de Carcassonne | Gisclafred cte de Carcassonne | Gisclafred cte de Carcassonne | Gisclafred cte de Carcassonne |  |  | Olibia Ier cte de Carcassonne | Olibia Ier cte de Carcassonne | Olibia Ier cte de Carcassonne | Olibia Ier cte de Carcassonne | Olibia Ier cte de Carcassonne | Olibia Ier cte de Carcassonne |  |  |                                   |                                   |                                   |                                   |                                   |                                   |  |  |     |     |     |     |             |             |             |             |                                |                                |                                |                                | Sunifred Ier cte d'Urgell      | Sunifred Ier cte d'Urgell      | Sunifred Ier cte d'Urgell | Sunifred Ier cte d'Urgell | Sunifred Ier cte d'Urgell        | Sunifred Ier cte d'Urgell        |                                  |                                  |                                     |                                     |                                     |                                     |                                     |                                     |              |              |                              |                              |                              |                              | Suniaire Ier cte d'Empúries         | Suniaire Ier cte d'Empúries         | Suniaire Ier cte d'Empúries         | Suniaire Ier cte d'Empúries         | Suniaire Ier cte d'Empúries         | Suniaire Ier cte d'Empúries         |                            |                            |                            |                            |  |  |  |  |  |  |  |  |  |  |  |  |  |  |  |  |  |  |  |  |  |  |
|                              |                              |                              |                              |                              |                              |  |  |                               |                               |                               |                               |                               |                               |  |  |                               |                               |                               |                               |                               |                               |  |  |                                   |                                   |                                   |                                   |                                   |                                   |  |  |     |     |     |     |             |             |             |             |                                |                                |                                |                                |                                |                                |                           |                           |                                  |                                  |                                  |                                  |                                     |                                     |                                     |                                     |                                     |                                     |              |              |                              |                              |                              |                              |                                     |                                     |                                     |                                     |                                     |                                     |                            |                            |                            |                            |  |  |  |  |  |  |  |  |  |  |  |  |  |  |  |  |  |  |  |  |  |  |
| Adélinda d'Aquitaine         | Adélinda d'Aquitaine         | Adélinda d'Aquitaine         | Adélinda d'Aquitaine         | Adélinda d'Aquitaine         | Adélinda d'Aquitaine         |  |  | Acfred Ier                    | Acfred Ier                    | Acfred Ier                    | Acfred Ier                    | Acfred Ier                    | Acfred Ier                    |  |  |                               |                               |                               |                               |                               |                               |  |  | Olibia II                         | Olibia II                         | Olibia II                         | Olibia II                         | Olibia II                         | Olibia II                         |  |  |     |     |     |     |             |             |             |             | Miron le Vieux cte de Conflent | Miron le Vieux cte de Conflent | Miron le Vieux cte de Conflent | Miron le Vieux cte de Conflent | Miron le Vieux cte de Conflent | Miron le Vieux cte de Conflent |                           |                           | Guifred le Velu cte de Barcelone | Guifred le Velu cte de Barcelone | Guifred le Velu cte de Barcelone | Guifred le Velu cte de Barcelone | Guifred le Velu cte de Barcelone    | Guifred le Velu cte de Barcelone    |                                     |                                     |                                     |                                     |              |              | Dela                         | Dela                         | Dela                         | Dela                         | Dela                                | Dela                                |                                     |                                     | Suniaire II cte d'Empúries          | Suniaire II cte d'Empúries          | Suniaire II cte d'Empúries | Suniaire II cte d'Empúries | Suniaire II cte d'Empúries | Suniaire II cte d'Empúries |  |  |  |  |  |  |  |  |  |  |  |  |  |  |  |  |  |  |  |  |  |  |
| Adélinda d'Aquitaine         | Adélinda d'Aquitaine         | Adélinda d'Aquitaine         | Adélinda d'Aquitaine         | Adélinda d'Aquitaine         | Adélinda d'Aquitaine         |  |  | Acfred Ier                    | Acfred Ier                    | Acfred Ier                    | Acfred Ier                    | Acfred Ier                    | Acfred Ier                    |  |  |                               |                               |                               |                               |                               |                               |  |  | Olibia II                         | Olibia II                         | Olibia II                         | Olibia II                         | Olibia II                         | Olibia II                         |  |  |     |     |     |     |             |             |             |             | Miron le Vieux cte de Conflent | Miron le Vieux cte de Conflent | Miron le Vieux cte de Conflent | Miron le Vieux cte de Conflent | Miron le Vieux cte de Conflent | Miron le Vieux cte de Conflent |                           |                           | Guifred le Velu cte de Barcelone | Guifred le Velu cte de Barcelone | Guifred le Velu cte de Barcelone | Guifred le Velu cte de Barcelone | Guifred le Velu cte de Barcelone    | Guifred le Velu cte de Barcelone    |                                     |                                     |                                     |                                     |              |              | Dela                         | Dela                         | Dela                         | Dela                         | Dela                                | Dela                                |                                     |                                     | Suniaire II cte d'Empúries          | Suniaire II cte d'Empúries          | Suniaire II cte d'Empúries | Suniaire II cte d'Empúries | Suniaire II cte d'Empúries | Suniaire II cte d'Empúries |  |  |  |  |  |  |  |  |  |  |  |  |  |  |  |  |  |  |  |  |  |  |
|                              |                              |                              |                              |                              |                              |  |  |                               |                               |                               |                               |                               |                               |  |  |                               |                               |                               |                               |                               |                               |  |  |                                   |                                   |                                   |                                   |                                   |                                   |  |  |     |     |     |     |             |             |             |             |                                |                                |                                |                                |                                |                                |                           |                           |                                  |                                  |                                  |                                  |                                     |                                     |                                     |                                     |                                     |                                     |              |              |                              |                              |                              |                              |                                     |                                     |                                     |                                     |                                     |                                     |                            |                            |                            |                            |  |  |  |  |  |  |  |  |  |  |  |  |  |  |  |  |  |  |  |  |  |  |
|                              |                              |                              |                              |                              |                              |  |  |                               |                               |                               |                               |                               |                               |  |  |                               |                               |                               |                               |                               |                               |  |  |                                   |                                   |                                   |                                   |                                   |                                   |  |  |     |     |     |     |             |             |             |             |                                |                                |                                |                                |                                |                                |                           |                           |                                  |                                  |                                  |                                  |                                     |                                     |                                     |                                     |                                     |                                     |              |              |                              |                              |                              |                              |                                     |                                     |                                     |                                     |                                     |                                     |                            |                            |                            |                            |  |  |  |  |  |  |  |  |  |  |  |  |  |  |  |  |  |  |  |  |  |  |
| Guillaume II duc d'Aquitaine | Guillaume II duc d'Aquitaine | Guillaume II duc d'Aquitaine | Guillaume II duc d'Aquitaine | Guillaume II duc d'Aquitaine | Guillaume II duc d'Aquitaine |  |  | Acfred duc d'Aquitaine        | Acfred duc d'Aquitaine        | Acfred duc d'Aquitaine        | Acfred duc d'Aquitaine        | Acfred duc d'Aquitaine        | Acfred duc d'Aquitaine        |  |  | Bencio                        | Bencio                        | Bencio                        | Bencio                        | Bencio                        | Bencio                        |  |  | Acfred II                         | Acfred II                         | Acfred II                         | Acfred II                         | Acfred II                         | Acfred II                         |  |  | Ava | Ava | Ava | Ava | Ava         | Ava         |             |             | Miron II cte de Cerdagne       | Miron II cte de Cerdagne       | Miron II cte de Cerdagne       | Miron II cte de Cerdagne       | Miron II cte de Cerdagne       | Miron II cte de Cerdagne       |                           |                           | Guifred Borrell                  | Guifred Borrell                  | Guifred Borrell                  | Guifred Borrell                  | Guifred Borrell                     | Guifred Borrell                     |                                     |                                     | Suniaire Ier                        | Suniaire Ier                        | Suniaire Ier | Suniaire Ier | Suniaire Ier                 | Suniaire Ier                 |                              |                              | Guinidilde x Raymond II de Toulouse | Guinidilde x Raymond II de Toulouse | Guinidilde x Raymond II de Toulouse | Guinidilde x Raymond II de Toulouse | Guinidilde x Raymond II de Toulouse | Guinidilde x Raymond II de Toulouse |                            |                            |                            |                            |  |  |  |  |  |  |  |  |  |  |  |  |  |  |  |  |  |  |  |  |  |  |
| Guillaume II duc d'Aquitaine | Guillaume II duc d'Aquitaine | Guillaume II duc d'Aquitaine | Guillaume II duc d'Aquitaine | Guillaume II duc d'Aquitaine | Guillaume II duc d'Aquitaine |  |  | Acfred duc d'Aquitaine        | Acfred duc d'Aquitaine        | Acfred duc d'Aquitaine        | Acfred duc d'Aquitaine        | Acfred duc d'Aquitaine        | Acfred duc d'Aquitaine        |  |  | Bencio                        | Bencio                        | Bencio                        | Bencio                        | Bencio                        | Bencio                        |  |  | Acfred II                         | Acfred II                         | Acfred II                         | Acfred II                         | Acfred II                         | Acfred II                         |  |  | Ava | Ava | Ava | Ava | Ava         | Ava         |             |             | Miron II cte de Cerdagne       | Miron II cte de Cerdagne       | Miron II cte de Cerdagne       | Miron II cte de Cerdagne       | Miron II cte de Cerdagne       | Miron II cte de Cerdagne       |                           |                           | Guifred Borrell                  | Guifred Borrell                  | Guifred Borrell                  | Guifred Borrell                  | Guifred Borrell                     | Guifred Borrell                     |                                     |                                     | Suniaire Ier                        | Suniaire Ier                        | Suniaire Ier | Suniaire Ier | Suniaire Ier                 | Suniaire Ier                 |                              |                              | Guinidilde x Raymond II de Toulouse | Guinidilde x Raymond II de Toulouse | Guinidilde x Raymond II de Toulouse | Guinidilde x Raymond II de Toulouse | Guinidilde x Raymond II de Toulouse | Guinidilde x Raymond II de Toulouse |                            |                            |                            |                            |  |  |  |  |  |  |  |  |  |  |  |  |  |  |  |  |  |  |  |  |  |  |
|                              |                              |                              |                              |                              |                              |  |  |                               |                               |                               |                               |                               |                               |  |  |                               |                               |                               |                               |                               |                               |  |  |                                   |                                   |                                   |                                   |                                   |                                   |  |  |     |     |     |     |             |             |             |             |                                |                                |                                |                                |                                |                                |                           |                           |                                  |                                  |                                  |                                  |                                     |                                     |                                     |                                     |                                     |                                     |              |              |                              |                              |                              |                              |                                     |                                     |                                     |                                     |                                     |                                     |                            |                            |                            |                            |  |  |  |  |  |  |  |  |  |  |  |  |  |  |  |  |  |  |  |  |  |  |
|                              |                              |                              |                              |                              |                              |  |  |                               |                               |                               |                               |                               |                               |  |  |                               |                               |                               |                               |                               |                               |  |  |                                   |                                   |                                   |                                   |                                   |                                   |  |  |     |     |     |     |             |             |             |             |                                |                                |                                |                                |                                |                                |                           |                           |                                  |                                  |                                  |                                  |                                     |                                     |                                     |                                     |                                     |                                     |              |              |                              |                              |                              |                              |                                     |                                     |                                     |                                     |                                     |                                     |                            |                            |                            |                            |  |  |  |  |  |  |  |  |  |  |  |  |  |  |  |  |  |  |  |  |  |  |
|                              |                              |                              |                              |                              |                              |  |  |                               |                               |                               |                               |                               |                               |  |  |                               |                               |                               |                               |                               |                               |  |  | Arsinde x Arnaud Ier de Comminges | Arsinde x Arnaud Ier de Comminges | Arsinde x Arnaud Ier de Comminges | Arsinde x Arnaud Ier de Comminges | Arsinde x Arnaud Ier de Comminges | Arsinde x Arnaud Ier de Comminges |  |  |     |     |     |     | Sunifred II | Sunifred II | Sunifred II | Sunifred II | Sunifred II                    | Sunifred II                    |                                |                                |                                |                                |                           |                           | Richilde x Odon de Narbonne      | Richilde x Odon de Narbonne      | Richilde x Odon de Narbonne      | Richilde x Odon de Narbonne      | Richilde x Odon de Narbonne         | Richilde x Odon de Narbonne         |                                     |                                     | Borrell II                          | Borrell II                          | Borrell II   | Borrell II   | Borrell II                   | Borrell II                   |                              |                              | Miron                               | Miron                               | Miron                               | Miron                               | Miron                               | Miron                               |                            |                            |                            |                            |  |  |  |  |  |  |  |  |  |  |  |  |  |  |  |  |  |  |  |  |  |  |
|                              |                              |                              |                              |                              |                              |  |  |                               |                               |                               |                               |                               |                               |  |  |                               |                               |                               |                               |                               |                               |  |  | Arsinde x Arnaud Ier de Comminges | Arsinde x Arnaud Ier de Comminges | Arsinde x Arnaud Ier de Comminges | Arsinde x Arnaud Ier de Comminges | Arsinde x Arnaud Ier de Comminges | Arsinde x Arnaud Ier de Comminges |  |  |     |     |     |     | Sunifred II | Sunifred II | Sunifred II | Sunifred II | Sunifred II                    | Sunifred II                    |                                |                                |                                |                                |                           |                           | Richilde x Odon de Narbonne      | Richilde x Odon de Narbonne      | Richilde x Odon de Narbonne      | Richilde x Odon de Narbonne      | Richilde x Odon de Narbonne         | Richilde x Odon de Narbonne         |                                     |                                     | Borrell II                          | Borrell II                          | Borrell II   | Borrell II   | Borrell II                   | Borrell II                   |                              |                              | Miron                               | Miron                               | Miron                               | Miron                               | Miron                               | Miron                               |                            |                            |                            |                            |  |  |  |  |  |  |  |  |  |  |  |  |  |  |  |  |  |  |  |  |  |  |
|                              |                              |                              |                              |                              |                              |  |  |                               |                               |                               |                               |                               |                               |  |  |                               |                               |                               |                               |                               |                               |  |  |                                   |                                   |                                   |                                   |                                   |                                   |  |  |     |     |     |     |             |             |             |             |                                |                                |                                |                                |                                |                                |                           |                           |                                  |                                  |                                  |                                  |                                     |                                     |                                     |                                     |                                     |                                     |              |              |                              |                              |                              |                              |                                     |                                     |                                     |                                     |                                     |                                     |                            |                            |                            |                            |  |  |  |  |  |  |  |  |  |  |  |  |  |  |  |  |  |  |  |  |  |  |
|                              |                              |                              |                              |                              |                              |  |  |                               |                               |                               |                               |                               |                               |  |  |                               |                               |                               |                               |                               |                               |  |  |                                   |                                   |                                   |                                   |                                   |                                   |  |  |     |     |     |     |             |             |             |             |                                |                                |                                |                                |                                |                                |                           |                           |                                  |                                  |                                  |                                  | Raymond Borrell Maison de Barcelone | Raymond Borrell Maison de Barcelone | Raymond Borrell Maison de Barcelone | Raymond Borrell Maison de Barcelone | Raymond Borrell Maison de Barcelone | Raymond Borrell Maison de Barcelone |              |              | Armengol Ier Maison d'Urgell | Armengol Ier Maison d'Urgell | Armengol Ier Maison d'Urgell | Armengol Ier Maison d'Urgell | Armengol Ier Maison d'Urgell        | Armengol Ier Maison d'Urgell        |                                     |                                     |                                     |                                     |                            |                            |                            |                            |  |  |  |  |  |  |  |  |  |  |  |  |  |  |  |  |  |  |  |  |  |  |